# Đông La, Đông Hưng
Đông La là một xã thuộc huyện Đông Hưng, tỉnh Thái Bình, Việt Nam.

## Diện tích và dân số
Xã Đông La có diện tích: 6,73 km². Theo Tổng điều tra dân số năm 1999, xã Đông La có dân số 9.721 người.

## Địa giới hành chính
Xã Đông La nằm ở phía bắc của huyện Đông Hưng, bên bờ bắc sông Tiên Hưng. 
- Phía đông giáp xã Đông Xá;
- Phía nam giáp các xã Hà Giang, Đông Các, Đông Hợp và thị trấn Đông Hưng;
- Phía tây giáp các xã Nguyên Xá và Liên Giang;
- Phía bắc giáp xã Đông Sơn.